# HD 136138
HD 136138，又名BD+21 2755，SAO 83755、HR 5692，是一颗恒星，视星等为5.7，位于銀經29.93，銀緯55.89，其B1900.0坐标为赤經15h 13m 55.4s，赤緯+20° 55.89′ 18″。